# El Alâa (délégation)
El Alâa est une délégation tunisienne dépendant du gouvernorat de Kairouan.
En 2004, elle compte 31 773 habitants dont 15 220 hommes et 16 553 femmes répartis dans 6 149 ménages et 6 775 logements.